# Prasonica opaciceps
Prasonica opaciceps är en spindelart som först beskrevs av Simon 1895.  Prasonica opaciceps ingår i släktet Prasonica och familjen hjulspindlar. Inga underarter finns listade i Catalogue of Life.